# Youkyung
Cette page contient des caractères spéciaux ou non latins. S’ils s’affichent mal (▯, ?, etc.), consultez la page d’aide Unicode.
Youkyung  (hangeul : 서유경), de son nom civil Seo You-kyung (née le 15 mars 1993 à Séoul), est une musicienne sud-coréenne. Youkyung est principalement connue pour être une ancienne membre du groupe de K-pop AOA Black dont elle est la batteuse pendant 3 ans, entre 2013 et octobre 2016.

## Biographie
Youkyung débute en tant que batteuse dans Sponge Band, un groupe de musique sud-coréen sous le nom de scène Gaon,. En 2010, le groupe sort son premier EP intitulé The Beginning. Elle reste au sein du groupe deux ans, entre 2010 et 2012. Alors que Youkyung étudie à l'école de musique, un de ses professeurs, producteur pour FNC Entertainment lui conseille de rejoindre AOA. Elle rejoint l'agence en 2012 et devient membre de l'unité AOA Black. Cette dernière débute en 2013 avec son premier album single intitulé Moya. En octobre 2016, Youkyung quitte l'agence et le groupe.
En 2019, Youkyung rejoint le groupe P.AZIT dont elle est la dernière membre. Le groupe sud-coréen, composé de quatre membres, a déjà sorti quatre singles dans l'année. Moonlight Stalker le 4 janvier 2019, Scandal, le 25 avril 2019, Foxy Lady, le 3 juin 2019 et Mannequin le 6 août 2019.
Le 3 juillet 2020, elle révèle avoir eu des moments difficile au sein d'AOA,. Le 19 octobre 2020, Youkyung sort son premier single album solo, Connect.